# Home Life Building
El Home Life Building, también conocido como 253 Broadway, es un edificio de oficinas en el Lower Manhattan, Nueva York. Está en los vecindarios de Tribeca y Civic Center de Manhattan en la esquina noroeste de Broadway y Murray Street, adyacente al City Hall Park.
Está formado por dos estructuras adyacentes en 251-257 Broadway, erigidas entre 1892 y 1894 como edificios separados. El edificio original de Home Life Insurance Company de 16 pisos en 256 Broadway fue diseñado por Napoleon LeBrun & Sons en el estilo neorrenacentista. El Postal Telegraph Building de 13 pisos, inmediatamente al sur en 253 Broadway, fue diseñado por George Edward Harding y William T. Gooch en estilo neoclásico. El Home Life Building original está revestido de mármol, mientras que la fachada del Postal Telegraph Building consiste en piedra caliza en su base y ladrillo en sus pisos superiores. Se utilizan detalles ornamentales en ambas estructuras.
256 Broadway se construyó para Home Life Insurance Company, y 253 Broadway para Postal Telegraph Company. Ambos se construyeron simultáneamente entre 1892 y 1894. Aunque 256 Broadway fue concebido como un edificio de 12 pisos, se amplió a 16 a mitad de construcción, convirtiéndolo en uno de los edificios más altos de la ciudad cuando se completó. Después de que Home Life Company compró 253 Broadway en 1947, los dos edificios se unieron internamente para formar una sola estructura y se conocieron colectivamente como Home Life Building. The Home Life Company ocupó el edificio hasta 1985. Se convirtió en un hito de la ciudad de Nueva York en 1991.

## Diseño
El Home Life Building se encuentra en los barrios Civic Center y Tribeca de Manhattan, justo al oeste del Ayuntamiento de Nueva York y del City Hall Park. Está en la esquina noroeste de Broadway y Murray Street, al sur del edificio Rogers Peet. Se compone de dos estructuras anteriormente separadas: el Postal Telegraph Building Company en 253 Broadway, en la esquina con Murray Street, y el edificio original Home Life Insurance Company en 256 Broadway, inmediatamente al norte. El Departamento de Servicios Administrativos de la Ciudad de Nueva York administra la mayor parte del Home Life Building, con oficinas gubernamentales de la ciudad de Nueva York en los pisos superiores. Un propietario privado controla los sótanos y el nivel del suelo. Es una de las pocas estructuras de "oficinas en el hogar" de las principales compañías de seguros que quedan en la ciudad de Nueva York.
253 Broadway, también conocido como Postal Telegraph Building o Commercial Cable Building, fue diseñado por George Edward Harding y William T. Gooch en estilo neoclásico. Tiene 13 pisos de altura, aunque el piso superior está etiquetado como el 14 debido a la percepción de que trece tienen mala suerte. También hay dos niveles de sótano. Según artículos de noticias contemporáneos, mide 166 m altura.
256 Broadway, el Home Life Building original, fue diseñado por Napoleon LeBrun & Sons en el estilo neorrenacentista, con influencias tanto del Renacimiento italiano como del Renacimiento francés. El arquitecto principal fue probablemente Pierre Lassus LeBrun. Tiene 16 pisos de altura, contando una buhardilla en su techo a dos aguas, y alcanza los 78 m altura por encima de la acera, incluido el techo a dos aguas. También hay dos niveles de sótano. Aunque 256 Broadway no batió ningún récord de altura, era uno de los edificios más altos de la ciudad en el momento de su finalización, y uno de los quince edificios de oficinas de la ciudad de más de 76,2 m en 1900.

### Forma
253 Broadway se extiende 21,5 m hacia el norte a lo largo de Broadway y 47 m oeste por Murray Street. Tiene forma de "L", se extiende hacia el oeste a lo largo de Murray Street y luego hacia el norte hasta el Rogers Peet Building. La parte más occidental del brazo de Murray Street se extiende 30,5 m norte y está a 15,2 m ancho.
256 Broadway se extiende 16,9 m largo de Broadway con un lote de 33,2 m profundidad. 256 Broadway tiene patios de luces en el norte y el sur, que estaban destinadas a iluminar el espacio interior. Los patios de luces dan a la estructura una forma de "H", con dos secciones rectangulares conectadas por un pasillo adyacente a los patios de luces. La sección más profunda de la "H" mira hacia el este hacia Broadway, mientras que la sección menos profunda mira hacia el oeste. La parte más occidental de 256 Broadway colinda con las formas en forma de "L" de 253 Broadway y el Rogers Peet. 

### Fachada
La fachada de 253 Broadway es de piedra clara en los primeros cuatro pisos y de ladrillo gris claro y terracota en los pisos restantes. El diseño de 253 Broadway enfatiza las capas horizontales, con hileras de vierteaguas entre cada piso, tres cornisas intermedias y una gran cornisa de bronce en la parte superior. Los niveles más bajos están empotrados detrás de la fachada principal, mientras que la logia en el duodécimo piso es más alta que en 256 Broadway.
La fachada del 256 Broadway es de mármol Tuckahoe. La fachada enfatiza sus componentes verticales, con arcadas de tres partes apiladas entre sí, así como detalles ornamentales concentrados en la base y la parte superior. La fachada de Broadway 256 está dividida en tres secciones verticales: una base de tres pisos, un eje de nueve pisos con dos pisos de transición y un capitel de dos pisos con un techo piramidal empinado. Los dos patios de luces interiores tienen fachada de ladrillo.  

#### 253 Broadway

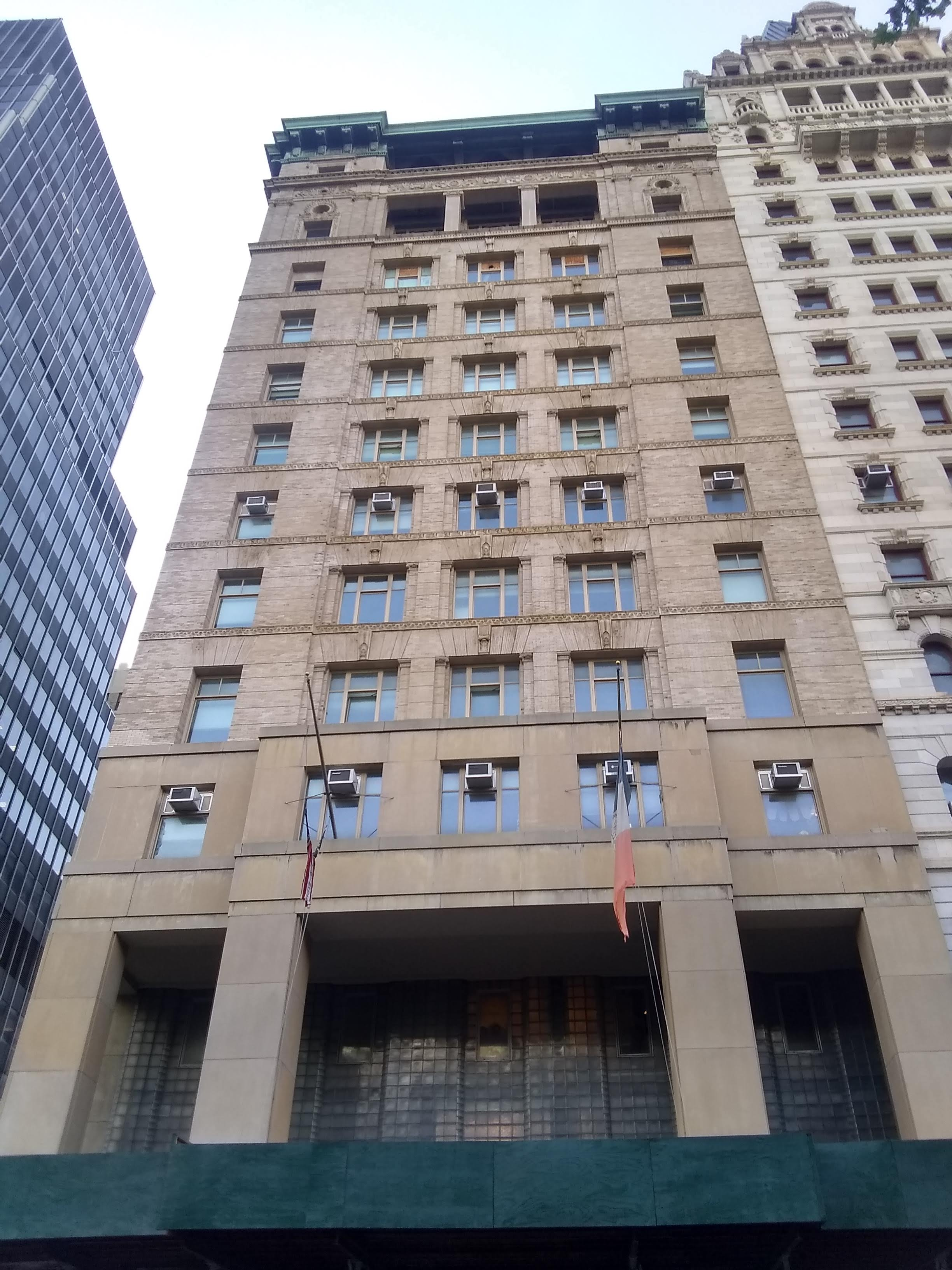
Fachada de 253 Broadway, con su logia de vidrio bloqueado en la parte inferior

253 Broadway tiene once ventanas por piso en Murray Street y cinco ventanas por piso en Broadway. El costado de Murray Street tiene cuatro nervaduras verticales que dividen las nueve ventanas centrales en tres tramos con tres ventanas cada uno; las columnas más exteriores de ventanas se tratan como "torres" con una ventana por piso. En el costado de Broadway, las torres de una sola ventana flanquean un tramo central con tres ventanas. Las torres de las esquinas contienen un motivo de ventana y rondel.
La entrada principal a 253 Broadway, en la elevación este, es de 9,1 m ancho y tiene una puerta al vestíbulo principal. En el diseño original, las puertas más pequeñas flanqueaban ambos lados del vestíbulo principal; la puerta izquierda conducía al espacio de la planta y la derecha, al segundo piso. La entrada principal se encuentra bajo un vestíbulo rectangular ligeramente saliente que se extiende hasta el tercer piso y está sostenido por dos pilares. Originalmente, la entrada estaba coronada por bajorrelieves que representaban la luz y la electricidad. También se proporcionó una entrada lateral para los empleados de Postal Telegraph en Murray Street en el diseño original. Las entradas laterales en Broadway se eliminaron en una renovación de 1937-1938, al igual que los pequeños escaparates debajo de la logia a ambos lados de la entrada. El escaparate de la izquierda, en la esquina de Murray Street, fue restaurado entre 1990 y 1991. Los pisos 2 y 3 de Broadway están revestidos con ladrillos de vidrio y empotrados dentro de una logia sostenida por cuatro columnas. 
Por encima de los pisos 6 al 11, hay cursos de terracota con motivos clásicos alternados. Las hileras sobre los pisos pares contienen formas florales, mientras que las que están sobre los pisos impares contienen frisos rinceau. Una logia extiende a través de la historia 12 en Broadway, con iónicos al estilo de capiteles sobre columnas cuadradas de la logia, así como dórico al estilo antae. El piso 13 tiene balcones entre los tramos de las esquinas, frente a Murray Street y Broadway. Hay una pequeña cornisa de cobre sobre el piso 12 y una cornisa de cobre más grande sobre el piso 13.

#### 256 Broadway

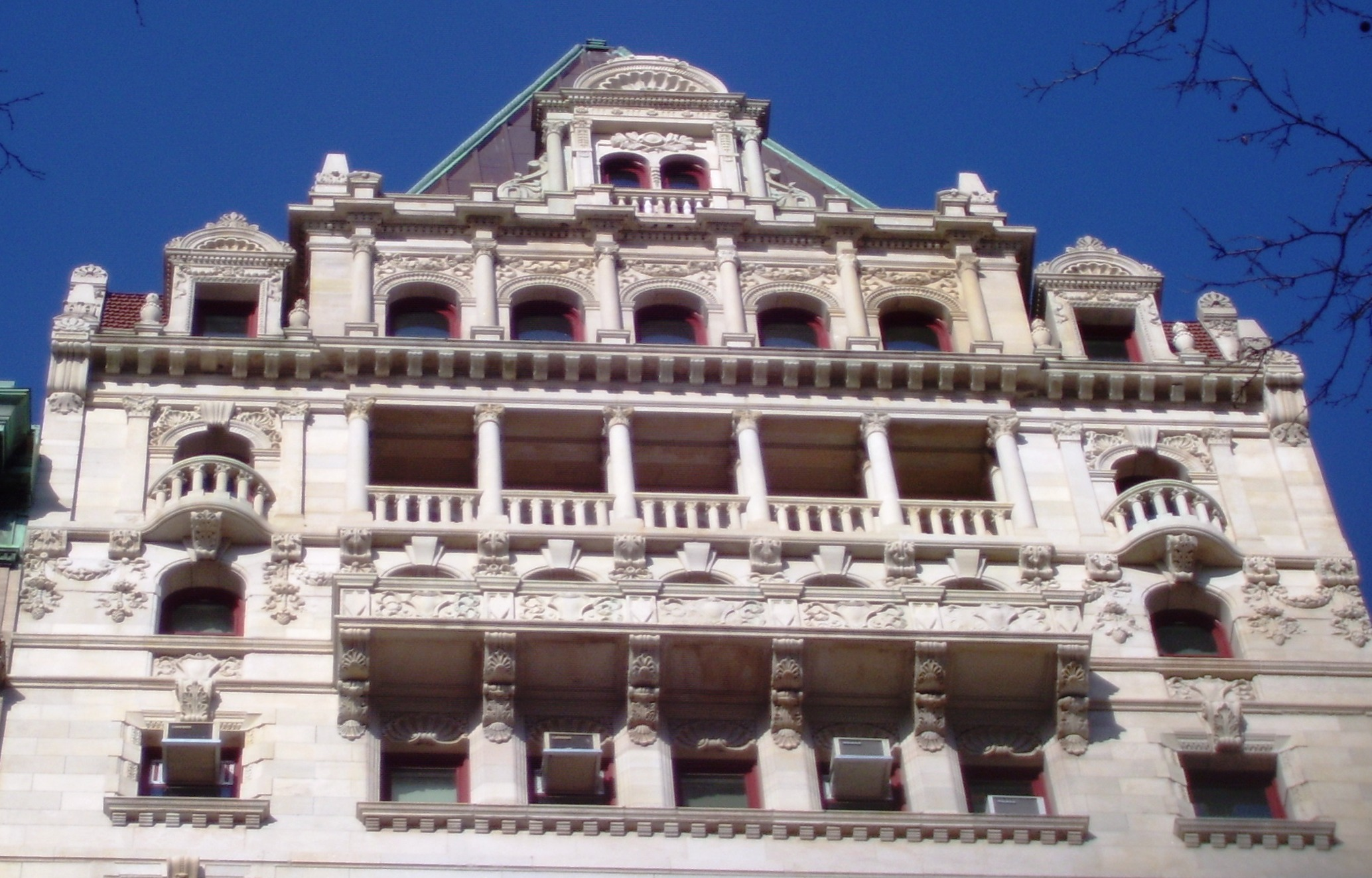
Parte superior del Home Life Building (256 Broadway)

La fachada de 256 Broadway tiene cinco tramos de ancho a nivel del suelo. La planta baja tiene una arcada rusticada rematada por un entablamento, excepto en el tramo central, que tiene balaustrada. El tramo más al norte de la planta baja tiene una ventana dentro de lo que antes era la entrada principal, mientras que el tramo más al sur es una entrada de carga; estas puertas tienen columnas que flanquean ambos lados, así como placas de metal encima de ellas. A nivel del suelo, el tramo central se proyecta ligeramente y tiene una puerta de vidrio. En el segundo piso, hay otra arcada con elaboradas columnas. Los tres tramos centrales en el segundo piso tienen grandes aberturas arqueadas, con parteluces que sostienen un entablamento debajo de la parte superior del arco, mientras que los dos tramos exteriores contienen arcos más pequeños debajo del entablamento, así como ventanas circulares sobre él. Hay elaborados relieves en la galería del segundo piso.
El tercer piso de 256 Broadway es consistente con el cuarto piso de 253 Broadway. El tramo central del 3er piso tiene un edículo con dos ventanas, rematado por un frontón y flanqueado por pilastras. Las otras ventanas en el tercer piso son ventanas de un solo arco. Una hilera de vierteaguas separa los pisos 3 y 4, excepto en el tramo central, que está interrumpido por el frontón. Los pisos 4 al 12 tienen siete ventanas en cada piso: cinco en el centro y una en cualquiera de los tramos exteriores. Las ventanas de estos pisos son rectangulares, excepto en el cuarto piso donde son arqueadas. Los pisos 5 y 13 tienen balcones de mármol sostenidos por ménsulas y decorados con motivos clásicos. Las conchas ornamentales están ubicadas sobre la parte superior de las ventanas centrales en el piso 12. Las hileras de bandas separan cada uno de los pisos del pozo, y hay umbrales entre corchetes debajo de las ventanas de cada piso, los travesaños centrales son continuos entre sí.
Las ventanas de los pisos 13 al 15 están arqueadas. Las cinco ventanas centrales en el piso 14 están empotradas detrás de una columnata con una balaustrada, creando una logia, aunque las dos ventanas exteriores tienen sus propios balcones que sobresalen ligeramente. Los pisos 15 y 16 están situados dentro de un techo piramidal empinado de cobre y bronce y contienen buhardillas. El piso 15 tiene una columnata para las cinco ventanas centrales y buhardillas para las dos ventanas exteriores. El piso 16 consta de un edículo con dos ventanas, similar al del tercer piso. Buhardillas de cobre con frontones redondos se proyectan desde los lados norte y sur del techo en el piso 15. El pináculo está construido de amarre y ángulo de hierro.

### Características

#### Características estructurales
253 Broadway utiliza un marco de metal para su superestructura. Este incluye columnas de hierro fundido y vigas de acero. Las paredes delantera y trasera de 253 Broadway eran muros de carga debajo del sexto piso y sostenidos por vigas sobre ese piso. 253 Los pisos de Broadway están construidos sobre vigas de acero rellenas con arcos planos de terracota y cubiertos con cemento. 253 Las vigas estructurales de Broadway se colocaron de modo que los pisos pudieran soportar una carga viva y muerta total de 850 kg/m². Todos los tabiques interiores estaban hechos de terracota o bloques ignífugos. Los pasillos principales en el 253 de Broadway estaban revestidos de mármol, y se utilizaron baldosas de mosaico en los pasillos y otras áreas.
256 Broadway utiliza un marco esquelético hecho casi en su totalidad de acero forjado, con paredes exteriores autoportantes de mármol. Se utilizó terracota y ladrillo para encerrar el marco interior de acero. Los muros cortina tenían un grosor de 71,1 cm en los dos niveles del sótano a 30,5 cm en los pisos superiores. Los cimientos de 256 Broadway se excavaron a una profundidad de 7 m. Hay columnas estructurales en el centro del lote 256 de Broadway, así como en los bordes. Se colocaron 256 vigas estructurales de Broadway para que los pisos pudieran soportar una carga viva y muerta total de 850 kg/m². Los interiores usaban pisos de madera, y tal como se construyó, las escaleras y las mamparas de los ascensores eran de hierro fundido, hierro forjado y mármol. Se utilizaron "mármoles costosos" para decorar los pasillos de los pisos inferiores.

#### Interior
La mitad sur de la planta baja de 253 Broadway es una superficie de 30,5 por 7,6 m sala, que albergaba las operaciones de envío, mensajería, entrega y almacén de Postal Telegraph. Los pisos del segundo al noveno estaban destinados a ser utilizados por otros inquilinos; el segundo piso tenía un espacio bancario, mientras que los pisos tercero al noveno tenían oficinas. Los pisos 10 y 11 se utilizaron como oficinas principales de Postal Telegraph. Los pisos bajo y segundo tienen techos de 4,6 m de altura, mientras que los pisos 3 al 11 miden 3,4 m. El piso 12 tenía un techo de 5,8 m y contenía centralitas, transmisores y receptores de Postal Telegraph. Se extendieron escaleras de hierro con escalones de mármol desde la planta baja hasta el techo, y se proporcionaron cuatro ascensores: dos ascensores que sirven a todos los pisos y otros dos que van desde el vestíbulo a los cuatro pisos superiores. Los ascensores usaban botones de llamada, una tecnología entonces nueva que, según el New York Tribune, eliminaba la necesidad de que los pasajeros solicitaran ascensores gritando "arriba" o "abajo". Los ascensores originales fueron en sí mismos los primeros ascensores eléctricos encargados por Frank J. Sprague. El Postal Telegraph Building también tuvo una de las primeras puertas giratorias en Nueva York.
Dentro de 256 Broadway, la mitad norte de la planta baja sirvió originalmente como sala bancaria para Merchants 'Exchange National Bank. El segundo piso contenía las oficinas principales de Home Life Insurance Company. La planta baja tenía un techo de 5,6 m, mientras que el segundo piso tenía un techo de 7,2 m. Cuando abrió, 256 Broadway también fue equipado con su propia planta eléctrica y tres ascensores hidráulicos, ubicados en los dos niveles del sótano del edificio. 256 Broadway también contenía plomería de latón y rejas de ascensor de hierro. 

## Historia

### Contexto
Históricamente, la tierra era parte de las propiedades agrícolas de Trinity Church. El área circundante se desarrolló como el Centro Cívico en el siglo XIX, con la construcción del Ayuntamiento de Nueva York, el Palacio de Justicia Tweed y la Oficina de Correos del Ayuntamiento en el Ayuntamiento. Además, el tramo contiguo de Broadway se convirtió en un corredor comercial a mediados del siglo XIX, con edificios comerciales de cuatro y cinco pisos.
Una de las preocupaciones comerciales en Broadway fue Home Life Insurance Company, una compañía de seguros con sede en Brooklyn con una sucursal en Wall Street, que trasladó su sucursal al 258 de Broadway en 1866. Home Life adquirió el edificio de cinco pisos en 254 Broadway tres años después, donde ocupó la planta baja y arrendó el espacio restante. Los registros mostraron que Home Life tenía la intención de adquirir la propiedad vecina en 253 Broadway en su lugar. En 1890, la sede de Home Life estaba superpoblada.
Otra preocupación comercial en Broadway fue la Postal Telegraph Company, formada en la década de 1880 por John William Mackay, quien construyó la red Postal mediante la compra de firmas de telégrafos existentes que estaban insolventes. En 1890, la Postal Telegraph Company se había convertido en un competidor viable de Western Union. Su sede también estaba superpoblada y la gerencia tuvo que mudarse para dejar espacio para más personal de operaciones.

### Construcción
En febrero de 1892, Postal Telegraph había decidido construir una nueva sede en Broadway y Murray Street, junto al Home Life Building. The Home Life Insurance Company compró 256 Broadway de Trinity Church el 16 de marzo de 1892. Simultáneamente vendió el lote en 254 Broadway, que tenía 6,1 m de fachada en Broadway. Una semana después, Postal Telegraph firmó un contrato de arrendamiento por 99 años con Trinity Church para arrendar los lotes adyacentes en 251-254 Broadway. Las dos empresas solicitaron sus permisos de construcción con tres meses de diferencia: Postal Telegraph en mayo de 1892 y Home Life en agosto de 1892.

#### 253 Broadway

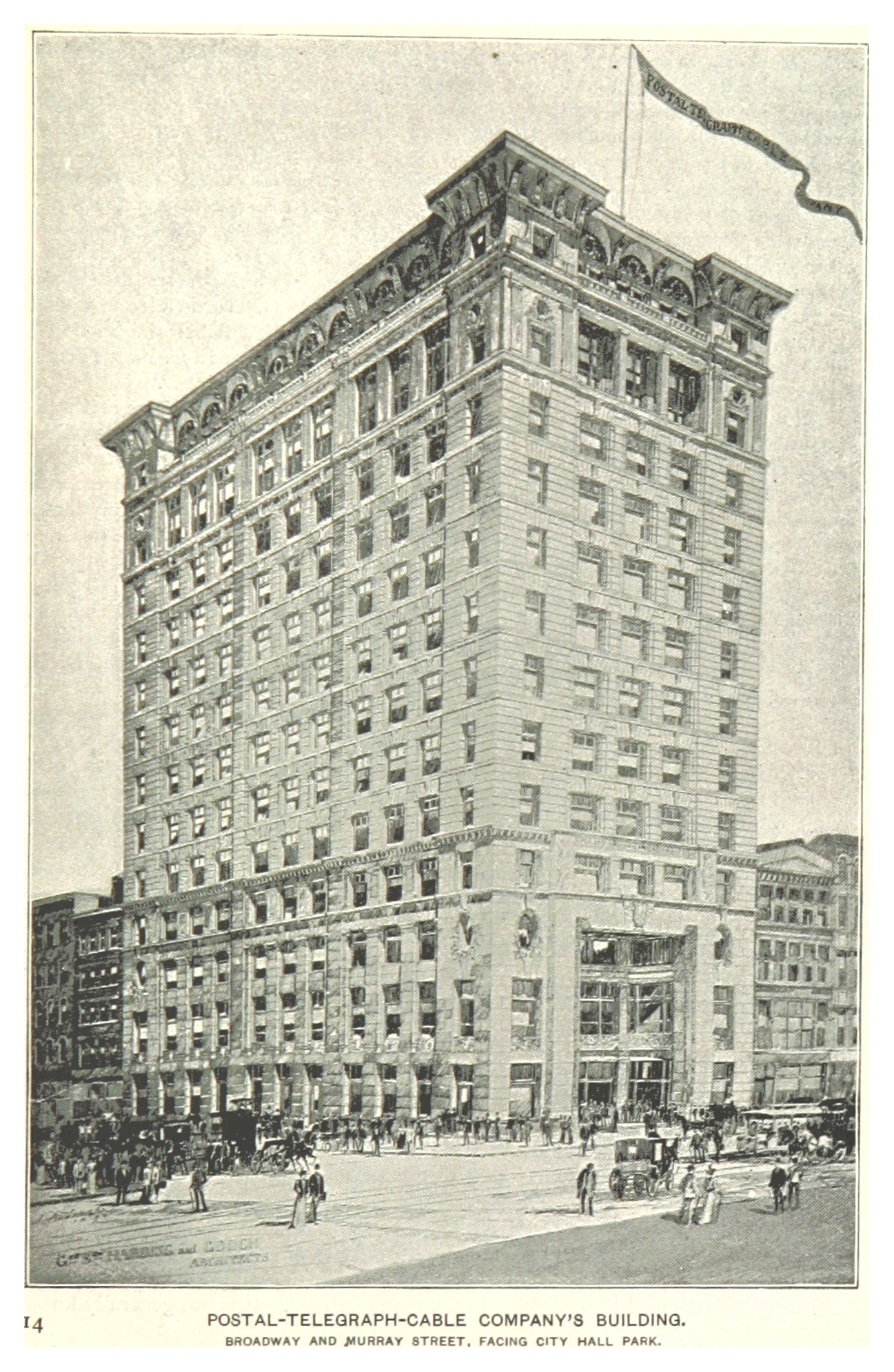
El Postal Telegraph Building (253 Broadway) en 1893

Los términos del contrato de arrendamiento de Postal Telegraph requerían que Mackay pagara la demolición de los edificios existentes en el sitio y construyera una estructura de al menos 10 pisos de altura. El contrato de arrendamiento prohibía servir bebidas alcohólicas debajo del tercer piso del nuevo edificio de Postal Telegraph. Harding y Gooch fueron seleccionados como arquitectos para el Postal Telegraph Building, aparentemente a través de un concurso de diseño arquitectónico. 
La construcción de ese edificio del telégrafo postal comenzó el 14 de junio de 1892. Durante la construcción del Postal Life Building, hubo al menos dos muertes de trabajadores: una en febrero de 1893 cuando cayó una torre de perforación, y otra en mayo cuando un trabajador se cayó del techo. Además, el superintendente del proyecto del Postal Life Building resultó gravemente herido en octubre de 1893 cuando un vagabundo que buscaba trabajo le disparó.

#### 256 Broadway
Home Life celebró un concurso de diseño para su sede prevista, con seis estudios de arquitectura compitiendo. El juez, William Robert Ware, seleccionó a Napoleon LeBrun & Sons como los arquitectos ganadores. El plan requería un edificio de 63,4 m y tres pisos en la base, ocho pisos en el pozo y buhardilla y frontón bajo techo a dos aguas. En ese momento, las compañías de seguros de vida generalmente tenían sus propios edificios para sus oficinas y sucursales. Según el escritor de arquitectura Kenneth Gibbs, estos edificios permitieron a cada empresa individual inculcar "no solo su nombre, sino también una impresión favorable de sus operaciones" en el público en general. Esta había sido una tendencia desde 1870, con la finalización del antiguo edificio Equitable Life en el distrito financiero de Manhattan. Además, las compañías de seguros de vida de finales del siglo XIX y principios del XX generalmente construían edificios masivos para adaptarse a su gran personal administrativo y de mantenimiento de registros.
El trabajo en 253 Broadway comenzó el 2 de noviembre de 1892. Durante la construcción, Home Life ocupó espacio en el New York World Building. Los planos originales exigían que el Home Life Building tuviera 12 pisos de altura y se extendiera 9,3 m en Broadway 32,6 m de profundidad. Las excavaciones del Home Life Building hicieron que el edificio adyacente en 257 Broadway, ocupado por Merchants 'Exchange National Bank, se inclinara 45,7 cm fuera de alineación. El edificio 257 de Broadway tenía cimientos menos profundos, y el asentamiento provocó que la parte superior del edificio del banco invadiera la propiedad de Home Life. Home Life ya estaba buscando espacio adicional y adquirió el edificio del banco a principios de 1893; a cambio, el banco ocuparía la planta baja y el sótano del Home Life Building. En consecuencia, el diseño se revisó a 16 pisos, con 16,8 m de fachada en Broadway. En ese momento, la superestructura ya había llegado al séptimo piso y el techo no se modificó significativamente. 

### Uso

#### Finalización e incendio
Las compañías Postal Telegraph y Commercial Cable habían celebrado una cena en mayo de 1894 para celebrar la finalización de 253 Broadway. El trabajo en ambos edificios se completó formalmente en agosto, y un inspector de la ciudad aprobó los certificados de ocupación para ambos el mismo día. Una vez finalizadas las estructuras, el Registro y guía de bienes raíces indicaba que tenían "una gran cantidad de espacio desocupado", pero que los agentes de arrendamiento declararon que había muchos inquilinos entrando en el Home Life Building y que el Servicio Postal Telegraph Building estaba obteniendo grandes beneficios del arrendamiento. Uno de los primeros inquilinos del Home Life Building fue la Comisión de Tránsito Rápido de la Ciudad de Nueva York, precursora de la Junta de Transporte de la Ciudad de Nueva York. En el número 253 de Broadway, Postal Telegraph tomó los tres pisos superiores, una sección del sótano y una oficina en la esquina de la planta baja. Sprague Electric también ocupó oficinas allí. Postal Telegraph adquirió el arrendamiento de terreno para 253 Broadway en 1897.
Los edificios resultaron dañados en un incendio de diciembre de 1898 que comenzó en el Rogers Peet Building en 258 Broadway. El Departamento de Bomberos de la ciudad de Nueva York no pudo llegar a los pisos superiores del 256 Broadway, aunque los daños externos solo alcanzaron el octavo piso de ese edificio. 256 Broadway sufrió una pérdida por valor de aproximadamente el 22 % de su valor estimado de 900 000 dólares. Los materiales del piso utilizados en los dos edificios afectaron la cantidad de daño que sufrieron. Del interior del 256 Broadway solo se salvaron las paredes, techos y losas del piso, pues el fuego se extendió por los pisos de madera de esa estructura. 253 Broadway, que presentaba pisos de cemento, sufrió daños comparativamente menores, y solo se afectó el piso 13.
Los opositores de los rascacielos utilizaron el incendio en el 256 de Broadway como ejemplo de su causa, mientras que los partidarios citaron el hecho de que ambas estructuras seguían siendo estructuralmente sólidas. Los códigos de incendios se cambiaron en 1897 para que los edificios de más de 22,9 m tenía que ser a prueba de fuego. Los ocho pisos más bajos de la fachada de 256 Broadway, severamente dañados por el incendio, fueron reconstruidos. Otro incendio estalló en el último piso del 253 Broadway en 1900, pero al igual que con el incendio dos años antes, solo el piso 13 se vio afectado. También se activó un sistema de extinción de incendios de alta presión en el Lower Manhattan en 1908, que brinda protección a ambos edificios.

#### Principios delsigloXX
Home Life trasladó su sede de Brooklyn a 256 Broadway en 1906. La compañía expandió gradualmente su presencia en 256 Broadway; solo ocupaba del segundo al sexto piso en 1916, pero estaba usando quince pisos completos en la década de 1940. La planta baja y el sótano de 256 Broadway albergaron el First National City Bank de 1936 a 1964. Al lado, Postal Telegraph siguió siendo el ocupante principal en 253 Broadway hasta 1928, cuando se trasladó al International Telephone Building en 67 Broad Street. A pesar de haberse mudado, Postal Telegraph extendió su arrendamiento de 253 Broadway con Trinity Church en 1929.
En 1930, el Corn Exchange Bank adquirió el terreno para el arrendamiento del edificio. En 1936, Junior Leasing Corporation compró 253 Broadway a un valor tasado de 1,45 millones de dólares, así como también se hizo cargo del arrendamiento de terreno de Corn Exchange Bank. A 1 millones de dólares de 253 Broadway, diseñado por Ely Jacques Kahn, se completó el próximo año, y 253 Broadway se conoció como el Edificio Paragon. Los primeros tres pisos fueron revestidos con bloques de vidrio; los espacios sobre las tiendas de la planta baja estaban empotrados; las ventanas fueron reemplazadas; se instalaron cinco ascensores nuevos; y se instalaron nuevos sistemas de aire acondicionado, plomería y cableado. Postal Telegraph se mudó de nuevo a 253 Broadway en 1939, firmando un contrato de arrendamiento a largo plazo de seis pisos en el edificio. Cuatro años más tarde, Postal Telegraph se fusionó con Western Union. El espacio desocupado por Postal Telegraph fue ocupado por el gobierno federal de los Estados Unidos durante la Segunda Guerra Mundial, incluida una unidad del Tesoro de los Estados Unidos. Durante este tiempo, la planta baja fue ocupada por Wallach's Inc. y el sótano albergaba una sucursal de la cadena de restaurantes Longchamps.

#### Fusión y uso posterior

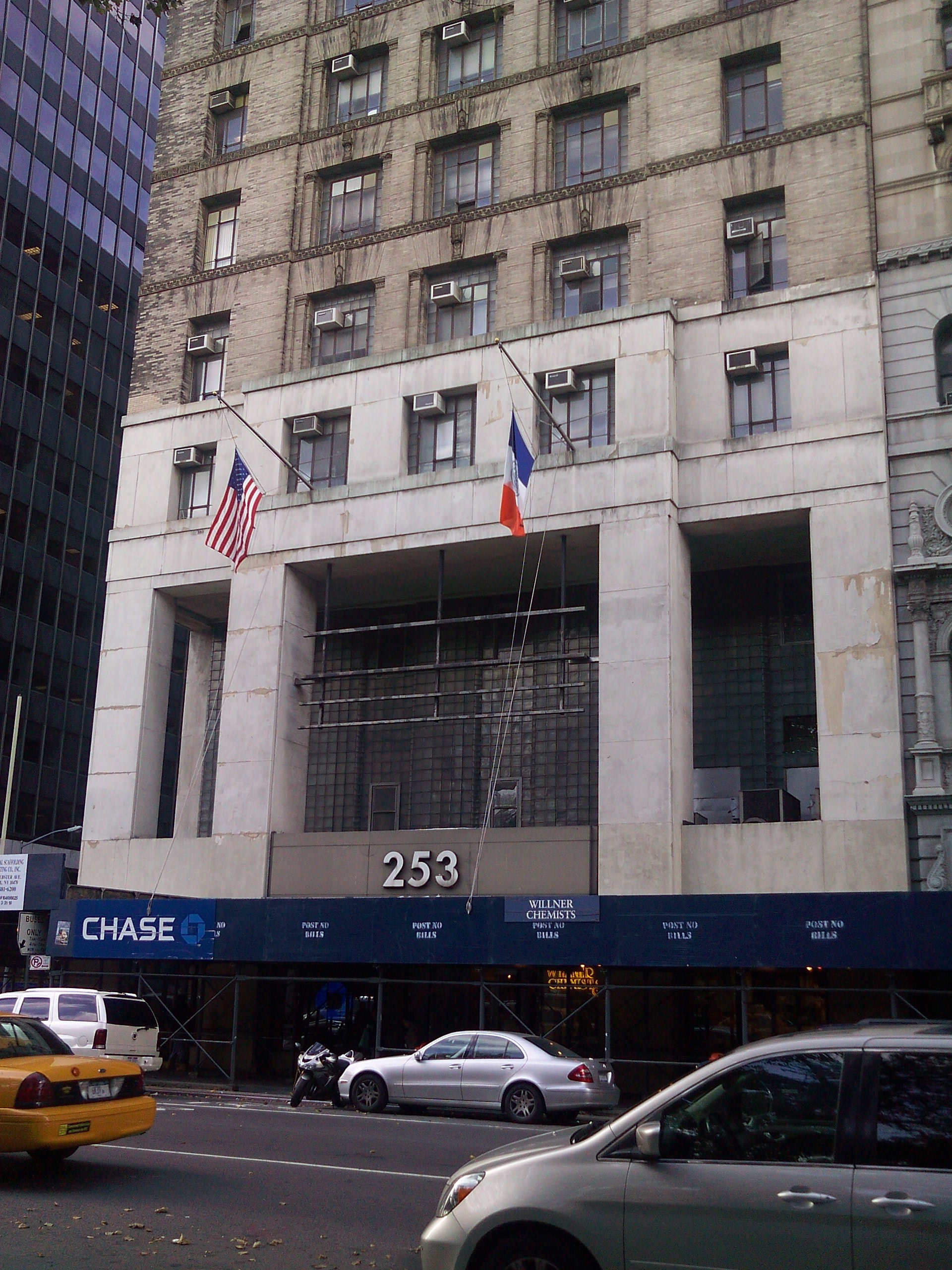
Fachada de 253 Broadway, que sirve como entrada principal al Home Life Building después de la fusión de las dos estructuras.

Home Life adquirió 253 Broadway en noviembre de 1946, pagando 1,7 millones de dólares a Trinity Church  en efectivo. El acuerdo se finalizó en enero de 1947. Se crearon aberturas en la pared medianera entre 253 y 256 Broadway, y se construyeron escaleras para conectar los pasillos en los dos edificios que antes estaban separados. Al hacer esto, Home Life duplicó con creces la cantidad de espacio utilizable que tenía. 
La entrada principal se trasladó a 253 Broadway en 1963, mientras que la planta baja de 256 Broadway se convirtió en espacio comercial. La entrada al 256 Broadway fue reemplazada por un escaparate. La planta baja y el sótano de 256 Broadway fueron arrendadaa en 1964 por la tienda de mujeres Plymouth Shops, Inc. Sapolsky & Slobodien instalaron aire acondicionado y reemplazaron las ventanas entre 1963 y 1969. Ira Greenburg llevó a cabo una renovación posterior en 1984, y en octubre siguiente, 253 Broadway Associates compraron el edificio combinado. 
En 1988, la Junta de Estimación de la Ciudad de Nueva York aprobó un plan para que el gobierno de la ciudad de Nueva York alquilara y luego comprara el Home Life Building por 26 millones de dólares. El Home Life Building se dividió verticalmente en dos condominios en 1989. El sótano hasta el segundo piso era propiedad de 253 Broadway Associates y se usaba como espacio comercial, mientras que los pisos superiores eran propiedad del gobierno de la ciudad de Nueva York y se usaban como oficinas; partes del tercer piso eran de propiedad conjunta. Entre las agencias que habían ocupado espacio en la parte del edificio que era propiedad de la ciudad estaban el Departamento de Preservación y Desarrollo de Vivienda de la Ciudad de Nueva York y el Fondo del Alcalde para el Adelanto de la Ciudad de Nueva York. En 1991, la Comisión de Preservación de Monumentos Históricos de la Ciudad de Nueva York (LPC) designó el edificio como un lugar emblemático.
El LPC comenzó a renovar seis pisos en el Home Life Building en 2016, con la intención de trasladar sus oficinas allí el próximo año. Sin embargo, la fecha de finalización prevista de la renovación se retrasó posteriormente hasta 2021, y el costo de la renovación aumentó de 29 millones de dólares a 62 millones de dólares. El gobierno de la ciudad anunció en 2017 que renovaría el Home Life Building con un presupuesto estimado de 18,5 millones de dólares.

## Recepción de la crítica
Cuando se terminaron los edificios en 1894, un redactor del Real Estate Record and Guide declaró que "pelean violentamente entre sí, y la pena es que la lucha es una [que] el tiempo no puede mitigar". El escritor concluyó que "cualquiera sería mejor si el otro no estuviera". Los críticos posteriores no vieron los diferentes diseños como conflictivos. Los escritores de arquitectura Sarah Landau y Carl W. Condit declararon en 1996 que "es difícil entender lo que parecía tan atroz en 1894", y que la "única discordancia discordante" eran los bloques de vidrio en el 253 de Broadway. En 2011, el crítico de arquitectura Christopher Gray escribió en The New York Times que el edificio de "ladrillo gris preciso" del Postal Telegraph y la estructura de mármol del Home Life "casi de carácter cívico" contrastaban entre sí.
Según Gray, 253 Broadway recibió inicialmente fuertes críticas de los críticos de arquitectura, a pesar de que "a los ojos del siglo XXI, el Postal Telegraph Building parece aburrido pero inofensivo". El escritor de Real Estate Record de 1894 dijo que "el bullicio del comercio sobresale bastante" del 253 de Broadway, y que "sus defectos son graves". Tres años más tarde, el Architectural Record publicó un artículo que criticaba el eje 253 de Broadway como "honestamente feo", pero menos malo en comparación con la base y el capital, que el crítico anónimo ridiculizó como "goocheries".
256 Broadway fue mejor recibido, aunque con menos críticas hasta principios del siglo XX. Una revisión crítica provino del Real Estate Record, que en 1894 escribió que 256 Broadway daba una impresión "festiva" "que contradice el sombrío comercialismo del actuario". Montgomery Schuyler escribió en 1910 que la fachada de 256 Broadway estaba "expresada con habilidad y buen gusto".